# Алзинг
Алзинг (фр. Alzing) насеље је и општина у североисточној Француској у региону Лорена, у департману Мозел која припада префектури Буле Мозел.
По подацима из 2011. године у општини је живело 431 становника, а густина насељености је износила 94,93 становника/km². Општина се простире на површини од 4,54 km². Налази се на средњој надморској висини од 300 метара (максималној 313 m, а минималној 214 m).

## Демографија
| 1962. | 1968. | 1975. | 1982. | 1990. | 1999. | 2011. |
| ----- | ----- | ----- | ----- | ----- | ----- | ----- |
| 356   | 364   | 336   | 339   | 400   | 399   | 431   |

График промене броја становника у току последњих година